# Nightlong: Union City Conspiracy
Nightlong: Union City Conspiracy est un jeu d'aventure qui se déroule en 2099 dans une ambiance futuriste orientée cyberpunk. Il a été développé par Team 17 et Trecision, et édité par MicroProse et DreamCatcher Interactive en 1998. La version Amiga a été développée et éditée par Clickboom en 2000.

## Synopsis
Le joueur incarne Joshua Reev, un détective privé mandaté par Hugh Martens, un ami de longue date à qui il doit une faveur, gouverneur de Union City, afin de l'aider à résoudre un problème politique majeur : un groupe terroriste menace la ville et il est impératif d'arrêter leurs activités. Le sort de Hugh Martens à la tête de la cité en dépendant.
Après avoir expliqué la situation générale, Martens laisse Reev sur le parking de la résidence où habitait Simon Ruby, son prédécesseur désormais porté disparu.

## Système de jeu
Le jeu est représenté à la troisième personne. Il se contrôle à la souris : un clic gauche permet d'examiner les choses ; un clic droit permet d'utiliser ou de combiner les objets, ou d'agir sur des éléments du décor. Un texte apparaît quand le curseur survole une zone intéressante, ce qui facilite les recherches. 
Nightlong est surtout un jeu où il faut jongler avec son inventaire à la manière des point & click, plusieurs puzzles à résoudre font également partie de l'aventure. Seuls 12 emplacements de sauvegarde sont disponibles.
Un inventaire est accessible en bas de l'écran.

## Influences
Le jeu très sombre et son ambiance cyber punk semblent avoir été influencés par le jeu Blade Runner qui connut un très grand succès au milieu des années 1990. On peut également citer Sanitarium, The Nomad Soul ou la série des Dark Seed pour son ambiance très malsaine. La dernière partie de Nightlong se situant dans le Parc de l'horreur rappelle également le début de Silent Hill 3 bien que ce dernier soit sorti en 2003.

## Sortie France
Lors de sa sortie en France en 1999, Nightlong était accompagné de la paire de lunettes de Joshua Reev fourni avec le jeu. Il est probable que l'éditeur espérait ainsi doper les ventes d'un jeu passé quasiment inaperçu à la fin des années 1990.